# Перескоки (Сунский район)
Перескоки — деревня в Сунском районе Кировской области в составе Большевистского сельского поселения.

## География
Находится на расстоянии примерно 15 км по прямой на северо-запад от районного центра поселка Суна.

## История
Известна с 1710 года как починок Перескоковской Успенского Трифонова монастыря с 1 двором и населением 5 душ, в 1764 числилось 53 жителей (большей частью монастырские крестьяне). В 1873 здесь учтено было дворов 20 и жителей 153, в 1905 27 и 161, в 1926 25 и 120, в 1989 оставался 61 житель.

## Население
Постоянное население составляло 39 человек (русские 97 %) в 2002 году, 33 в 2010.